# Peter Baldinger
Peter Baldinger (* 30. November 1958 in Linz) ist ein österreichischer bildender Künstler.

## Leben
Peter Baldinger war seit 1981 in Salzburg und Wien als Tageszeitungsjournalist und schließlich als Gerichtsreporter tätig. Daneben fertigte er ab 1985 Illustrationen für Tageszeitungen und Magazine. Nach Verlegung seines Arbeits- und Lebensmittelpunktes nach Wien 1988 beschäftigte er sich verstärkt mit Zeichnen und Illustrieren.
In der Folge fertigte er ab 1989 wöchentlich Illustrationen für das Farbmagazin der Tageszeitung Kurier an. Außerdem illustrierte er das Buch Begegnungen von Gregor von Rezzori, das 1991 im Verlag Jugend & Volk erschien. Im selben Jahr beendet er die aktive journalistischen Tätigkeit, ohne sich von der nachhaltigen Bedeutung derselben für seine Arbeit loszusagen. Es folgt ein Arbeitsaufenthalt in Budapest. 1993 nahm Baldinger an einem Graphikworkshop der Internationalen Sommerakademie für Bildende Kunst Salzburg bei Konrad Winter teil, im Jahr darauf hatte er Arbeitsaufenthalt in Maine, USA. 1995 erste Installation Zierfische & Kleine Fische beim Festival der Regionen in Unterach am Attersee mit Miki Kap-Herr. Daran anschließend Intervention Fussnoten zum UNESCO-Weltkulturerbefest der Stadt Salzburg.

### Werk/Ausstellungen
Auf einen Arbeitsaufenthalt im Virginia Center for the Creative Arts in Mount St. Angelo, Virginia, USA, folgt 1997 die erste Ausstellung in den USA, unidentified in der Österreichischen Botschaft in Washington, D.C. 1998–1999 schafft er gemeinsam mit Konrad Winter in der künstlerischen Gestaltung der Tiefgarage Bahnhofplatz in Salzburg ein erstes Werk im öffentlichen Raum.
Mit dem Zyklus Where we are für das Schulzentrum in Mattighofen, Oberösterreich schafft er 2004 eine weitere, großflächige Raumgestaltung. Im Jahr 2010 erhielt er für die künstlerische Gestaltung des von Klaus-Jürgen Bauer geplanten Café Maskaron im Schloss Esterhazy in Eisenstadt den Architekturpreis des Landes Burgenland 2010.
Neben der freien künstlerischen Arbeit entwickelt Baldinger 2007 das neue Corporate Design für das seit damals von Direktorin Agnes Husslein-Arco geleitete Belvedere in Wien und zeichnet seither auch für die Gestaltung des gesamten Außenauftritts und der Publikationen des Museums verantwortlich.
Im November 2011 schuf Baldinger die Intervention History Steps in der Präsidentschaftskanzlei, Hofburg, Wien. 2012 erfolgte eine künstlerische Intervention BeethovenBeet mit ca. 20.000 lebenden Blumen (Violen) im Barockgarten des Belvedere, Wien. 2012/13 entsteht für die Ausstellung Barock since 1630 die Installation latest freeware required, ein „zeitgenössischer“ Barockhimmel im Unteren Belvedere, Belvedere, Wien. 2013 schuf Baldinger das erste zeitgenössische Fastentuch für den Wiener Stephansdom.
Mit A paradise diffusion folgte 2016 erneut eine Intervention im Park des Wiener Belvedere.
Mit Blick auf Monet, Picasso, Colors and Tears und Dialog mit De Kooning folgten mehrere Einzelausstellungen, die Baldingers Auseinandersetzung mit früheren Meistern der Kunstgeschichte dokumentieren und bereits 2011 mit der Ausstellung TintoCORretto in Venedig begann und 2018 mit Facing the Renaissance im Museum Angerlehner, Wels einen Höhepunkt fand.
Die Installation Hapiness is a warm gun, 2020 im Museum der Bildenden Künste Leipzig anlässlich des 30. Jubiläums des Mauerfalls wurde von Then is Now, einer viel beachteten Installation auf dem Dach des Semperbaus der Gemäldegalerie Alte Meister in Dresden gefolgt.
2025 ist Baldinger der erste zeitgenössische Künstler, der ein mittelalterliches Kirchenfenster im Wiener Stephansdom, dessen größter Teil im Laufe der Jahrhunderte verloren gegangen ist, komplettiert. Dadurch wird erstmals ein einzigartiges Kunstwerk mit einer Entstehungszeit von 1398– 2025 geschaffen.

## Öffentliche Sammlungen
- Museum Angerlehner, Wels
- Heidi Horten Collection, Wien
- Museum der Moderne Salzburg, Salzburg
- Österreichische Galerie Belvedere, Wien
- MUSA Museum Startgalerie Artothek, Wien